# Цзаоян
Цзаоя́н (кит. упр. 枣阳, пиньинь Zǎoyáng) — городской уезд городского округа Сянъян провинции Хубэй (КНР).

## История
В античные времена здесь находилось царство Тан (唐国), в 505 году до н. э. поглощённое царством Чу.
После того, как китайские земли были объединены в империю Цинь, в этих местах был образован уезд Цайян (蔡阳县). Во времена империи Хань из него были выделены уезды Чжанлин (章陵县) и Сянсян (襄乡县).
Во времена империи Северная Вэй уезд Сянсян был расформирован, а его земли вошли в состав уезда Гуанчан (广昌县). Во времена империи Суй из-за практики табу на имена чтобы избежать использования входящего в имя наследника престола Ян Гуана иероглифа «гуан», уезд Гуанчан в 601 году был переименован в Цзаоян (枣阳县). После смены империи Суй на империю Тан уезды Цайян и Чжанлин были в 627 году присоединены к уезду Цзаоян.
В 1940 году эти места стали ареной сражения, известного как Битва за Цзаоян и Ичан.
В 1949 году был образован Специальный район Сянъян, и уезд вошёл в его состав. В 1955 году был расформирован уезд Хуншань (洪山县), и часть его земель была включена в территорию уезда Цзаоян.
В 1970 год Специальный район Сянъян был переименован в Округ Сянъян (襄阳地区).
В 1983 году решением Госсовета КНР город Сянфань и округ Сянъян были объединены в городской округ Сянфань.
В 1988 году уезд Цзаоян был преобразован в городской уезд.
В 2010 году решением Госсовета КНР городской округ Сянфань был переименован в Сянъян.

## Административное деление
Городской уезд делится на 3 уличных комитета и 12 посёлков.